# Чорнусів (потік)
Чорнусів (пол. Czernoszów) — гірський потік в Україні, у Самбірському районі Львівської області у Галичині. Лівий доплив Рибник Зубриці, (басейн Дністра).

## Опис
Довжина потоку 4,5 км, найкоротша відстань між витоком і гирлом — 3,36 км, коефіцієнт звивистості потоку — 1,34. Формується багатьма безіменними гірськими струмками. Потік тече у межах Сколівських Бескидів (частина Українських Карпат).

## Розташування
Бере початок на південно-західних схилах гори Шимонець (1132 м). Спочатку тече на південний захід і схід понад горою Припір (1058 м) і у селі Зубриця впадає у річку Рибник Зубриця, ліву притоку Рибника.